# John Hanna (Jurist)
John Alford Hanna (geboren 30. März 1891 in Salem, Nebraska; gestorben 26. August 1964 in Falmouth, Massachusetts) war ein US-amerikanischer Rechtswissenschaftler, Hochschullehrer an der Columbia University und Regierungsberater.  

## Leben
John Hanna begann seine Ausbildung am Dartmouth College, er erhielt 1915 einen M.A. an der Stanford University und 1918 einen LL.B. an der Harvard University. Er machte 1919 ein Rechtspraktikum beim Attorney General of the United States und arbeitete danach für acht Jahre als Rechtsanwalt in Auburn (Nebraska). Er war außerdem zwischen 1921 und 1927 Rechtsberater für die War Finance Corporation. 
Hanna erhielt 1931 eine Professur an der Rechtsfakultät der Columbia University. Neben der Hochschullehre war er in verschiedenen Beratungsprojekten eingebunden. Zwischen 1931 und 1933 leitete er ein Forschungsprojekt über die Finanzstrukturen im Landwirtschaftssektor der USA. Er war zeitweise Rechtsberater der Farm Credit Administration und beteiligte sich an der Ausarbeitung des Uniform Agricultural Cooperative Association Law. 1952 bis 1956 war er Berater für die New York Law Revision Commission und 1954 Berater für Antitrust-Gesetze beim Attorney General. Hanna hielt Anwaltszulassungen (member of the bar) in den Staaten Massachusetts, Nebraska, District of Columbia und beim Supreme Court.
Hanna publizierte unter anderem das Buch Cases in Corporate Reorganization und war Mitautor und Mitherausgeber der Schriften American Individual Enterprise System, Creditor's Rights und Security. Hanna war ein fleißiger Leserbriefschreiber bei der New York Herald Tribune.
Hanna war mit der in Aachen geborenen, emigrierten deutschen Journalistin Irene Mermet (1892–1956) verheiratet, sie hatten vier Kinder. Der Kybernetiker Valentin Braitenberg war ein Schwiegersohn. Er wohnte in New York City und besaß eine Sommerfrische in Falmouth.

## Schriften (Auswahl)
- The law of cooperative marketing associations, 1931
- Cases and materials on bankruptcy. Chicago: Foundation Press, 1935
- Security: cases and materials. Brooklyn: Foundation Press, 1959